# Omphaloscelis adusta
Omphaloscelis adusta là một loài bướm đêm trong họ Noctuidae.